# 熊野古道
熊野古道位於日本三重縣、奈良縣及和歌山縣境內，是通往熊野三山（熊野本宮大社、熊野速玉大社、熊野那智大社）的參詣道之總稱。

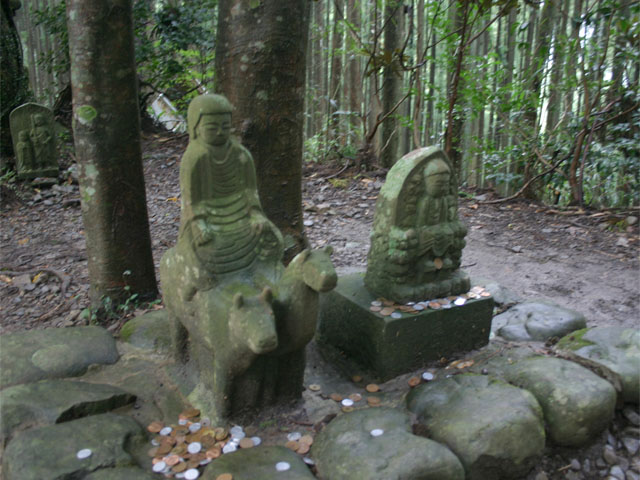
箸折峠的牛馬童子像

## 概要
熊野古道主要指的是以下這5條道路。
- 紀伊路（渡邊津-田邊）
- 小邊路（高野山-熊野三山、約70km）
- 中邊路（田邊-熊野三山）
- 大邊路（田邊-串本-熊野三山、約120km）
- 伊勢路（伊勢神宮-熊野三山、約160km）

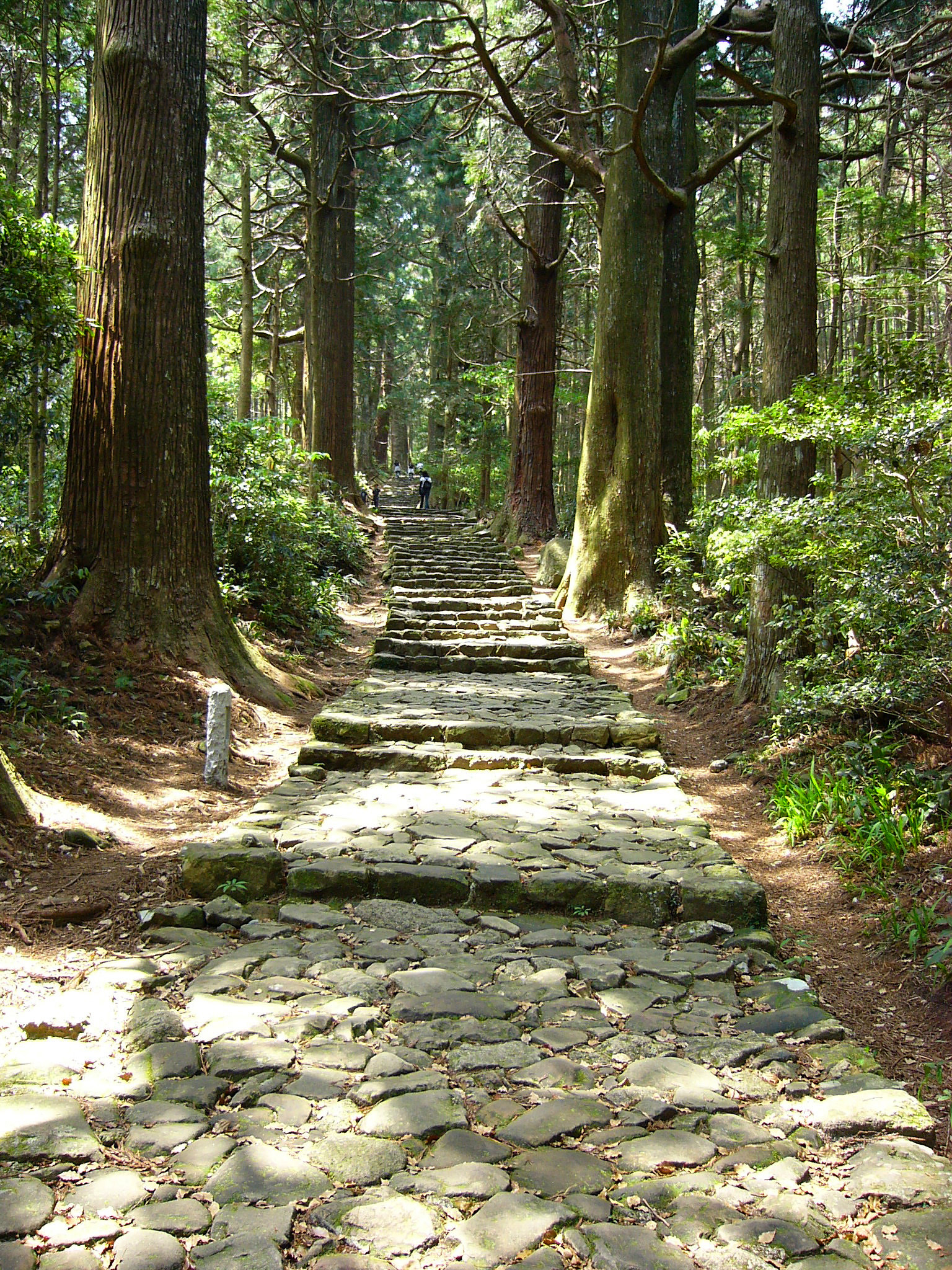
大門坂

其中多在2000年以「熊野參詣道」指定為國之史跡，在2004年以「紀伊山地的聖地及朝聖路」之一部登錄為聯合國教科文組織的世界遺産。但是，登錄不含紀伊路。

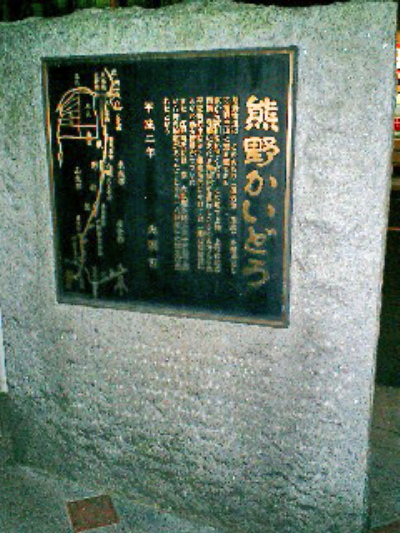
介紹熊野古道（在大阪稱作熊野街道）的銅版（大阪市・北濱）

## 關連項目
- 日本秘境100選
- 大門坂
- 千里之濱
- 牛馬童子像
- 紀伊山地的聖地及朝聖路
- 熊野國造
- 熊野三山
- 東牟婁郡

## 外部連結
- 熊野古道 （页面存档备份，存于）
- 和歌山縣廳「紀伊山地的聖地及朝聖路」 （页面存档备份，存于）
- Shingu City Tourist Association(簡体中文) （页面存档备份，存于）